# I briganti (Mercadante)
I briganti è un'opera in tre atti di Saverio Mercadante, su libretto di Jacopo Crescini. La prima rappresentazione ebbe luogo al Théâtre-Italien di Parigi il 22 marzo 1836. Il lavoro ebbe un «successo di stima».
L'opera è basata sullo stesso soggetto che venne usato per I masnadieri di Giuseppe Verdi.
La prima esecuzione moderna è avvenuta il 14 luglio 2012 al Festival Rossini in Wildbad.

## Cast della prima assoluta
| Personaggio  | Vocalità     | Interprete della prima assoluta |
| ------------ | ------------ | ------------------------------- |
| Massimiliano | basso        | Luigi Lablache                  |
| Ermano       | tenore       | Giovanni Battista Rubini        |
| Corrado      | baritono     | Antonio Tamburini               |
| Amelia       | soprano      | Giulia Grisi                    |
| Teresa       | mezzosoprano | Signora Ivanoff                 |
| Bertrando    | basso        | Vincenzo Santini                |
| Rollero      | tenore       | ?                               |

## Trama
L'azione è nella Boemia, nel castello di Moor e dintorni. Epoca il 1600.
La vicenda è simile a quella del dramma di Schiller da cui il libretto trae ispirazione, con alcune modifiche, in particolare nel finale.
Ermano e Corrado sono i due figli del conte Massimiliano. I due fratelli sono entrambi innamorati della cugina Amelia e fra di loro vi è una forte rivalità. Ermano, spirito romantico, si unisce a una banda di briganti. Corrado si impossessa del potere facendo imprigionare il padre. Ermano fa ritorno per liberare Massimiliano, ma in uno scontro uccide il fratello. Viene perdonato dal padre, ma decide di riunirsi ai briganti, facendo morire di dolore Amelia, che ricambiava il suo amore.

## Struttura dell'opera

### Atto I
- 1 Introduzione
- 2 Scena e Aria Amelia angiol divino (Corrado)
- 3 Coro di Donne Come un etereo spirto
- 4 Aria Quando guerrier mio splendido (Amelia)
- 5 Scena e Duetto Quest'è la volta estrema (Amelia, Corrado)
- 6 Scena e Aria Questi due verdi salici (Ermano)
- 7 Finale Primo Qual soave armonia

### Atto II
- 8 Introduzione Atto II
- 9 Orgia (Ermano, Coro)
- 10 Scena e Preghiera Fra nembi crudeli (Ermano)
- 11 Scena e Duetto Deh risparmia ch'io racconti (Ermano, Massimiliano)
- 12 Finale Secondo All'armi, all'armi

### Atto III
- 13 Coro Notte il silenzio doppia
- 14 Aria Ah! no vivi (Corrado)
- 15 Aria Ciel del mio prode Ermano (Amelia)
- 16 Terzetto Finale (Massimiliano, Amelia, Ermano)

## Discografia
| Anno | Cast (Massimiliano, Ermano, Corrado, Amelia)                 | Direttore         | Etichetta     |
| ---- | ------------------------------------------------------------ | ----------------- | ------------- |
| 2012 | Bruno Praticò, Maksim Mironov, Vittorio Prato, Petya Ivanova | Antonino Fogliani | Naxos Records |